# Monsters 13
Monsters 13 – siedemnaste i ostatnie wydawnictwo z serii Monsters producenta muzycznego Figure'a, wydane 13 października 2022 roku przez DOOM Music. 

## Lista utworów
1. "The Final Chapter (Intro)" - 1:32
2. "Jasons Revenge" - 2:58
3. "GhostFace" - 3:14
4. "CreepShow" - 3:16
5. "Camp Terror" (Figure and Contakt) - 3:24
6. "Zombie Chase" - 2:44
7. "Frankenstein's Fury" - 2:59
8. "Suffering and Pain" - 2:02
9. "The Cenobites" - 3:27
10. "Raver Decapitation" - 3:20
11. "Total Fright" - 3:18
12. "Night Terrors" - 3:05
13. "Funeral for Monsters (Outro)" - 2:11